# Trygve Gulbranssen
Trygve Emanuel Gulbranssen (døbt Gulbrandsen) (født 15. juni 1894 i Kristiania, død 10. oktober 1962 i Eidsberg) var en norsk forfatter, forretningsmand og sportsjournalist.

## Baggrund
Gulbranssen var født i Enebakkveien 39 (som i dag er nedrevet) på Vålerenga i Oslo, som tredje søn af Christen Gulbrandsen (1863–1943) og hustru Alette Antonsdatter Dahl (1863–1941). Senere fik han tre søstre. Han blev døbt i Gamlebyen kirke. Forældrene var af gammel bondeslægt og kom som voksne til hovedstaden, hvor de mødtes. Familien ble imidlertid ikke boende længe på Vålerenga; i årene 1894 – 1908 havde familien tolv forskellige adresser. Guldbrandsen var snedker- og bygmester og tjente gode penge ved opkøb af bygårde, han udbedrede og solgte videre. Sønnen skrev i sine etterlatte papirer: "Husk overklassetilværelsen i de første barneår."  Efter "Kristiania-krakket" måtte Gulbranssen som niårig begynde som stik-i-rend-dreng. I årene 1909-16 fulgte han Kunst- og håndværksskolens aftenundervisning og fik diplom derfra med bedste karakter. Fra 1908 var han ansat som ekspeditør, kontorist og bogholder i Excelsior limfabrik. Han ændrede sit efternavn fra Guldbrandsen til Gulbranssen. I 1913 blev han medlem af Kristiania idrætsforening, og i 1917 var han med til at arrange det første skoleidrætsstævne. I 1916 begyndte han i tobaksbranchen hos W. Hartog. Fra 1920 drev han sit eget engrosfirma Tobakkcompaniet, som ble Norges største i branchen.  Det år var han også medlem af juryen ved olympiaden i Antwerpen.
I 1925 var han med til at arrangere det føreste orienteringsløb på Hurumlandet. I 1928 giftede han sig med Lilly Haneborg fra Lie gård, Øymark i Østfold, der havde studeret musik i Weimar i et år og var en dygtig pianist. Lillys farfar var komponisten Anders Haneborg, som sammen med sin fætter og svoger anlagde træmassefabrikken Ørje Bruk i 1887. Det unge par flyttede først ind i en lille lejlighed på Damplassen i Ullevål haveby; senere fik de en større lejlighed i Tyrihansveien 22, hvor datteren Ragna blev født i 1930 og sønnen Per i 1933. Her i Ullevål haveby blev Bjørndalstrilogien skrevet. Den blev udgivet 1933-35 på Aschehoug forlag.  

## Skribenten
Han er kendt for at have skrevet de tre romaner i Bjørndalstrilogien: Og bag dem synger skovene, Det blæser fra Dødningefjeld og Ingen vej går udenom. Under en af familiens mange flytninger fandt Gulbranssen i opvæksten en 150 år gammel udgave af Jens Dinesen Jersins Tvende Opbyggelige Skrifter. Bogen havde tilhørt hans tipoldefar, Ole Christophersen Biørnebeck, som med sirlig skrift havde nedtegnet sit navn og sine personalia. Fundet af denne bog satte Gulbranssen i gang med at spørge sin mor ud om slægten; og sådan udformede han sit romanunivers om Bjørndal gård.
Romanerne blev godt modtaget af både kritikere og læsere. De er oversat til mere end 30 sprog og har solgt i over 12 millioner eksemplarer. På et tidspunkt før anden verdenskrig bragte trilogien Gulbranssen op på en fjerdeplads på listen over flest solgte bøger i verden, og med den amerikanske oversættelse oplevede han som den eneste skandinaviske skønlitterære forfatter at få bøger opført på A list of books chosen for the White House, en række bøger udvalgt af amerikanske udgivere og trykkerier og overrakt Det Hvide Hus for at give præsidenten et bibliotek med det bedste af moderne litteratur.
Han var også kendt som sportsjournalist og skrev primært til bladet Idrætsliv, som han drev sammen med P. Chr. Andersen og Einar Staff. Flere af de mest berømte og typiske artikler skrev han som korrespondent for Idrætsliv og Aftenposten under sommer-OL i årene mellem 1920 og 1936. Atletiken stod ham nærmest og som idrætsadministrator fremmet han sporten i mange år. Han anses også for at have bragt orienteringsløb til Norge sammen med Nils Dahl.
Gulbranssen primære levebrød var som grossist; sammen med sine kompagnonger importerede han tobak, cigarer, cigaretter, piber og lignende. Og engrosselskabet blev den største af sin art i Norge under hans ledelse.  Han var en velanset og respekteret forretningsmand både indenfor og udenfor Norge, og gennem en række forretningsrejser rundt i Europa fik han mange personlige venner, som han beholdt livet ud.

## Hobøl i Eidsberg
I 1940 flyttede Gulbranssen med sin familie til Hobøl gård i Eidsberg. Her realiserede han sin bondedrøm, og selvom han ikke selv tog del i de daglige fysiske opgaver, lagde han ned meget arbejde og planlægning i gårdsdriften. Han var tilflytter, men isolerede sig ikke på gården, og holdt et godt forhold til naboer og andre i bygden. I 1955 var han også medstifter af Mysen Rotary Club, hvor han deltog aktivt og var chartermedlem indtil sin død i 1962. På Mysen blev der i 1985 rejst en byste af ham. 
Hans ægteskab gik ikke særlig godt; da hans datter Ragna ville flytte til Oslo for at gå i gymnasiet, udbrød han spontant: "Så flytter jeg også!" men så nemt var det jo ikke. Han og konen havde soveværelse i hver sin etage; hver aften hørte folk i huset, at han låste døren ind til sit. Så sad han oppe til omkring kl. 4 om natten og stod først op omkring kl. 12. I dag er laden revet; en af Gulbranssens tristeste dage var den dag i 1958, da køerne blev sendt af sted. Han har skrevet i en notitsbog: "Da jeg købte Hobøl med dette store hus, som desværre viste sig at være Norges koldeste hus, så var det jo for at få albuerum og plads til stor digtning. Nu skulle det være! Og det blev det jo, men mere forretning end produktion, desværre. Orker ikke. Jeg begyndte at arbejde som niårig - meget dobbeltarbejde. Er nok udslidt." På Hobøl gård er hans skriveværelse bevaret, som den dag, han døde. 

### Bøger
- Og bag dem synger skovene, Aschehoug, norsk 1933.
- Det blæser fra Dødningefjeld, Aschehoug, norsk 1934.
- Ingen vej går udenom, Aschehoug, norsk 1935

### Noveller og fortællinger
- Prestebud av Bjørndals saga, Aftenposten, 24. desember 1921.
- Da Gammel-Dag var blitt veik, Nationen, 21. desember 1933.
- Den sorte port, Aftenposten, 24. desember 1936.

I tillæg skrev han en lang række artikler til Idrætsliv, 1916-1930.

Han skrev også om Idrættens ansvar i Idrætsboken.